# Carl Eduard Dahmen

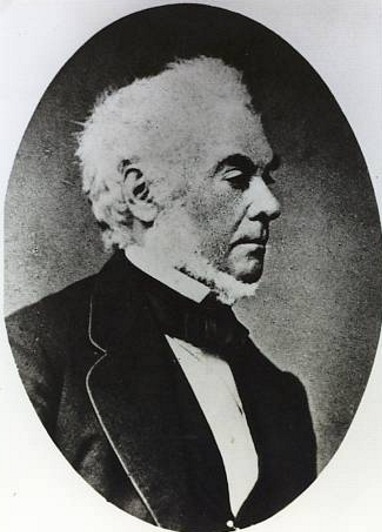
Carl Eduard Dahmen um 1870

Carl Eduard Dahmen (* 25. Mai 1800 in Aachen; † 4. Juni 1883 ebenda)
war ein deutscher Kaufmann und königlich-bayerischer Konsul. Von 1849 bis 1879 war er beigeordneter Bürgermeister der Stadt Aachen.

## Leben
Er war der Sohn des Advokaten Carl Josef Anton Dahmen und der Maria Fell sowie ein Nachkomme des ehemaligen Bürgermeisters der Reichsstadt Aachen Peter Dahmen (1647–1736), nach dem der Ferkesgrav bzw. Hirtzgrav unweit des zu jener Zeit dort stehenden Ursulinertores am heutigen Holzgraben in Dahmengraben umbenannt worden war.
Dahmen war in seiner berufliche Laufbahn u. a. Agent der Agrippina-Versicherung. Er diente 30 Jahre lang als Beigeordneter Bürgermeister der Stadt Aachen, zuständig für das Bauwesen, zunächst unter Arnold Edmund Pelzer, danach unter Johann Contzen und schließlich noch einige Jahre unter Ludwig von Weise. Als Beigeordneter Bürgermeister übernahm er unter anderem die Administration des Bauamtes und ermöglichte es beispielsweise dem Aachener Architekten und Stadtbaumeister, Friedrich Joseph Ark, sich verstärkt um Neubauprojekte und um andere größere Aufgaben zu befassen. Im Jahr 1881 war Carl Eduard Dahmen zusammen mit weiteren hochrangigen Persönlichkeiten aus dem Wirtschaftsleben der Stadt Aachen maßgeblich an der Entscheidung beteiligt, dass das heutige Einhard-Gymnasium in Aachen gebaut und am 1. Mai 1886 eröffnet werden konnte.
Dahmen war seit 1835 Mitglied im Club Aachener Casino. Er war verheiratet mit Maria Johanna Adenau (1803–1874), mit der er neun Kinder hatte.